# MUD

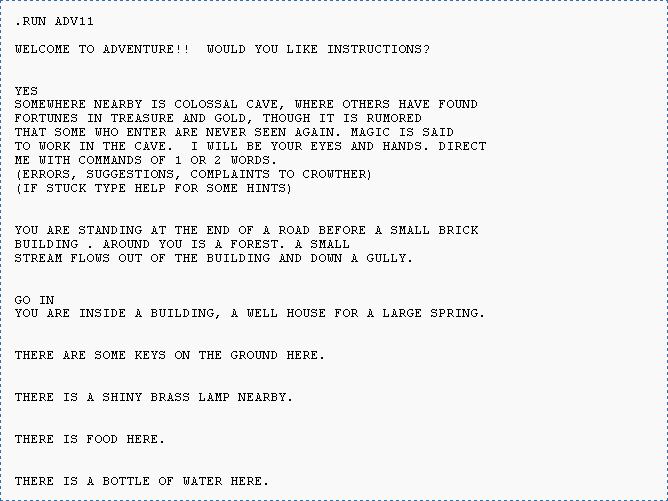
Ukázka ze hry MUD

MUD (Multi User Dungeon) je textová počítačová hra na hrdiny pro více hráčů (tzv. Multiplayer), která umožňuje tisícům hráčů po celém světě být duchem v jeden čas na jednom místě; ve zpravidla fiktivním virtuálním světě skrze internet. Na rozdíl od MMORPG není MUD založen na grafickém enginu. Hraní probíhá pomocí textového rozhraní – telnetu. Klade se větší důraz na představivost hráčů.
MUDy slučují technické možnosti internetu, sociální komunikaci a hry na hrdiny. Většina MUDů je provozována jako koníček zadarmo nebo za dobrovolné příspěvky (na pokrytí nákladů). Existují také komerční MUDy, ale ty jsou vytlačovány komerčními MMORPG.
Svět MUDů je často postaven na základech fantasy nebo sci-fi, ale také existují MUDy, které jsou založené na základech známých knih nebo filmů (například Harry Potter, Star Trek).
V MUDech se kromě hráčů, objevují také NPC – Non Player Character, které jsou naprogramovány administrátory MUDu.

## Typy MUDů
MUDy jsou děleny podle základního jádra na
- DIKU
- LPG
- ROM
- Circle